# Bassaniodes tenebrosus
Bassaniodes tenebrosus is een spinnensoort uit de familie van de krabspinnen (Thomisidae).
De wetenschappelijke naam van de soort werd in 1944 als Xysticus tenebrosus gepubliceerd door V. Šilhavý.

## Ondersoorten
- Bassaniodes tenebrosus tenebrosus
- Bassaniodes tenebrosus ohridensis Silhavy, 1944[1]